# Bolesław Skarżyński
Bolesław Skarżyński (ur. 31 marca 1901 w Warszawie, zm. 17 marca 1963 w Krakowie) – polski lekarz i biochemik. Ojciec scenografa Jerzego Skarżyńskiego.

## Życiorys
Po złożeniu egzaminu dojrzałości w 1920 odbył sześciomiesięczną służbę w 64 Pułku Piechoty w Grudziądzu, a następnie rozpoczął studia na Wydziale Lekarskim Uniwersytetu Jagiellońskiego pod kierunkiem Leona Marchlewskiego, równocześnie był asystentem w Zakładzie Fizjologii. Ukończył je w 1927 uzyskując stopień doktora medycyny, jednocześnie rozpoczął naukę na Wydziale Filozofii, ukończył w 1931. Pracował w Zakładzie Chemii Lekarskiej, a równolegle przygotowywał pracę habilitacyjną, którą obronił w 1938. 21 grudnia 1938 został docentem chemii fizjologicznej na Wydziale Lekarskim UJ. Otrzymał wówczas stypendium naukowe im. Potockich, dzięki któremu rok później wyjechał do Szwecji. Prowadził tam badania w Instytucie Biochemii w Sztokholmie pod kierunkiem Hansa von Euler-Chelpina, który w uznaniu wiedzy Bolesława Skarżyńskiego poparł jego starania o stypendium Szwedzkiej Akademii Nauk. W 1943 został docentem Uniwersytetu w Sztokholmie, wykładał tam biochemię nowotworów złośliwych. Był członkiem zarządu Polskiego Komitetu Pomocy Uchodźcom w Sztokholmie i współorganizatorem Polskiego Ośrodka Kulturalnego „Ognisko”. Pod koniec 1944 wyjechał do Wielkiej Brytanii, gdzie na Polskim Wydziale Lekarskim na Uniwersytecie w Edynburgu wykładał chemię fizjologiczną w latach 1945-1946. Następnie powrócił do kraju, gdzie po śmierci Leona Marchlewskiego przejął prowadzenie Zakładu Chemii Lekarskiej. Od 1947 należał do Polskiej Partii Socjalistycznej, a następnie członkiem Polskiej Zjednoczonej Partii Robotniczej. W 1948 roku został profesorem nadzwyczajnym chemii lekarskiej Uniwersytetu Jagiellońskiego. W 1952 roku został przewodniczącym komitetu biochemicznego i członkiem korespondentem PAN, dwa lata później krakowska Akademia Medyczna nadała mu tytuł profesora zwyczajnego. W 1957 roku założył i został pierwszym przewodniczącym Polskiego Towarzystwa Biochemicznego, współtworzył Polskie Towarzystwo Historii Medycyny. W 1959 został członkiem rzeczywistym PAN, w latach 1960-1963 był członkiem Prezydium PAN. W 1962 otrzymał Nagrodę „Problemów” za osiągnięcia w dziedzinie popularyzowania nauki.

## Dorobek naukowy
Obejmuje ponad 190 prac, w tym 82 doświadczalne, 35 artykułów przeglądowych i popularnonaukowych, 70 z zakresu historii nauki oraz 5 monografii. Pracował nad witaminą B12 nowotworami oraz metabolizmem siarki.

## Odznaczenia
- Krzyż Kawalerski Orderu Odrodzenia Polski
- Złoty Krzyż Zasługi (1954, za zasługi w pracy naukowej i dydaktycznej w dziedzinie medycyny)[4]
- Medal 10-lecia Polski Ludowej